# Balázs Mihály (újságíró)
Balázs Mihály (Magyarbánhegyes, 1930. augusztus 27. – Budapest, 1999.) magyar pedagógus, újságíró, szerkesztő, irodalomtörténész.

## Életútja
Magyar–francia szakon végzett az Eötvös Loránd Tudományegyetemen. A Szabad Nép újságírója lett, majd az 1956-os forradalom után elment nevelőtanárnak. 1958-tól 1976-ig a Köznevelés szerkesztőjeként, majd főszerkesztőjeként dolgozott. 1976 és 1980 között  az Oktatási Minisztérium párttitkára volt, ezután 1990-es nyugdíjba vonulásáig az Országos Pedagógiai Könyvtár és Múzeum főigazgatójaként tevékenykedett.

## Munkássága
Lapjában teret adott kora legrangosabb pedagógiai gondolkodóinak, reformereinek. Interjúsorozatot közölt hazai és külföldi magyar értelmiségiekkel (többek között Szent-Györgyi Alberttel és Déry Tiborral) iskoláról, nevelésről, tehetségről. Irodalomtörténészként jeles magyar írók, költők gyermek- és diákkorát kutatta.

## Főbb művei
- Írók, képek I–II. (Budapest, 1970, 1975)
- Forrásvidék I. Írók, költők gyermek- és ifjúkora (Budapest, 1989)
- Szülőföld és iskola. Írók, költők gyermek- és ifjúkora (Budapest, 1996)
- Hol jártál iskolába? Tíz magyar író gyermek- és ifjúkora (Budapest, 1998)